# 殉道者聖托馬斯教堂

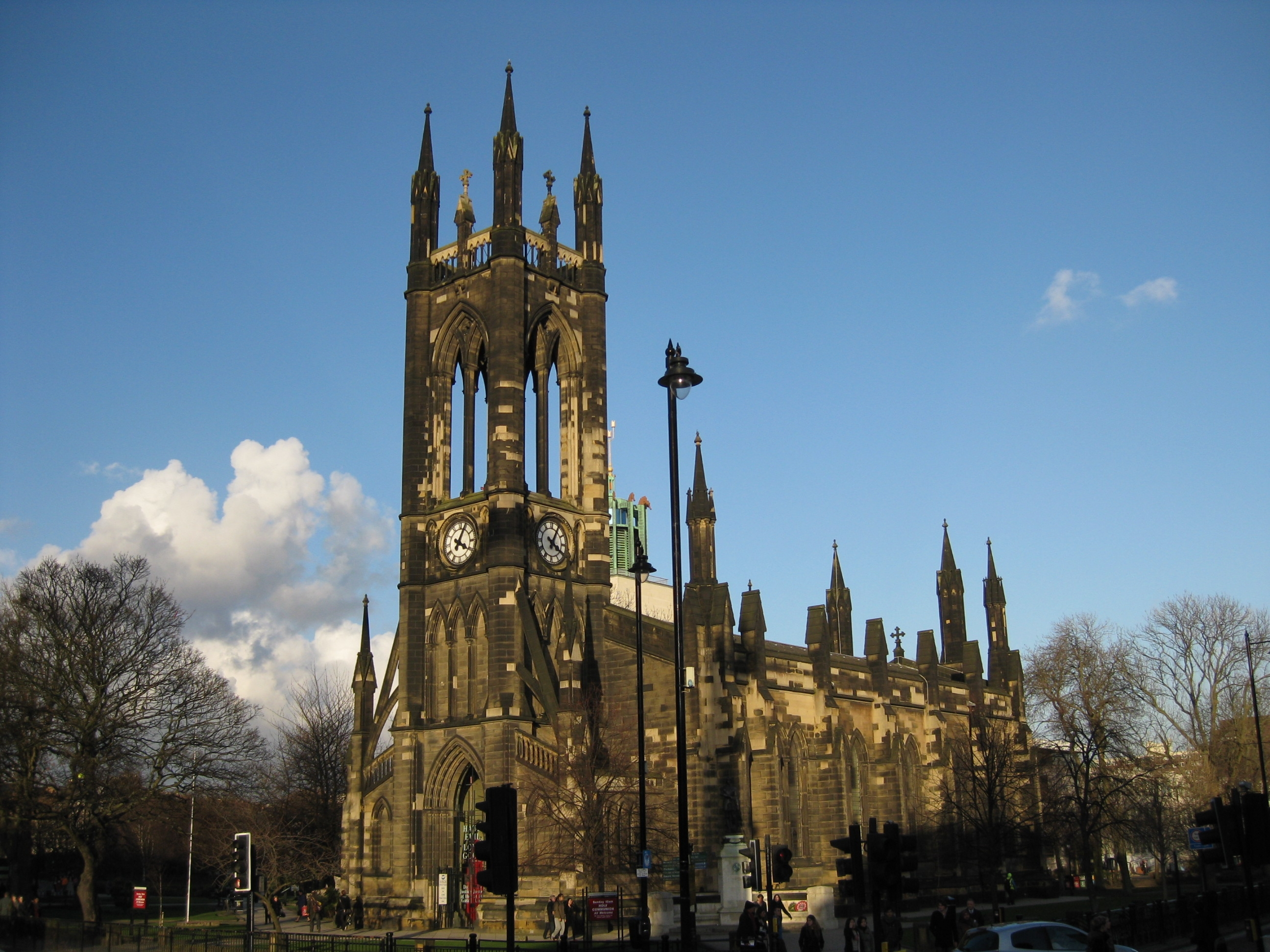

殉道者聖托馬斯教堂（英語：Church of St Thomas the Martyr）是位於英國英格蘭東北部城市泰恩河畔紐卡斯爾的一座教堂，也是紐卡斯爾的地標性建築之一。鄰近兩所大學、紐卡斯爾市政廳和購物區。教堂始建於中世紀，在19世紀得到重建，是一座英格蘭教會的教堂。